# Yungay (Chili)
Pour les articles homonymes, voir Yungay.
Yungay est une ville et une commune du Chili de la Province de Diguillín, elle appartienne à la Région de Ñuble.

## Géographie

### Situation
Le territoire de la commune d'Yungay se situe dans la vallée centrale du Chili mais comprend également les contreforts de la Cordillère des Andes. La commune est située à 424 km à vol d'oiseau au sud-sud-ouest de la capitale Santiago et à 60 km au sud de Chillán capitale de la Province de Ñuble.

### Démographie
En 2012, la population de la commune d'Yungay s'élevait à 16 963 habitants. La superficie de la commune est de 825 km2 (densité de 21 hab./km2),.

Position de Yungay (en rouge) au sein de la Région du Biobío.